# Calophyllum rufinerve
Espèce
Statut de conservation UICN

 VU D2 : Vulnérable
Calophyllum rufinerve est une espèce de plantes à fleurs de la famille des Clusiaceae, selon la classification classique, des Calophyllaceae, selon la classification phylogénétique.

## Publication originale
- Botanical Magazine, Tokyo 56: 563. 1942.